# Witsnorketellapper
De witsnorketellapper (Pogoniulus leucomystax) is een vogel uit de familie Lybiidae (Afrikaanse baardvogels).

## Verspreiding en leefgebied
Deze soort komt voor van oostelijk Oeganda en westelijk Kenia tot zuidelijk Malawi.